# David Carpano
David Carpano (ur. 14 stycznia 1973) – francuski narciarz dowolny. Nigdy nie startował na mistrzostwach świata ani na igrzyskach olimpijskich. Najlepsze wyniki w Pucharze Świata osiągnął w sezonie 1994/1995, kiedy to zajął 46. miejsce w klasyfikacji generalnej.
W 1998 r. zakończył karierę.

## Sukcesy

### Puchar Świata

#### Miejsca w klasyfikacji generalnej
- 1994/1995 – 46.
- 1995/1996 – 127.

#### Miejsca na podium
1. Tignes – 15 grudnia 1994 (jazda po muldach) – 3. miejsce